# Vuelta a España 1945
La Vuelta a España 1945, quinta edizione della corsa, si svolse in diciotto tappe dal 10 al 31 maggio 1945, per un percorso totale di 3803 km. Fu vinta dallo spagnolo Delio Rodríguez che terminò la gara in 134h05'09", davanti ai connazionali Julián Berrendero e Juan Gimeno.
Dei 52 partecipanti iscritti, la metà di essi giunsero sul traguardo finale, infatti furono 26.

## Le tappe
| Tappa  | Data      | Percorso                                 | km   | Vincitore di tappa | Leader cl. generale |
| ------ | --------- | ---------------------------------------- | ---- | ------------------ | ------------------- |
| 1ª     | 10 maggio | Madrid > Salamanca                       | 212  | Julián Berrendero  | Julián Berrendero   |
| 2ª     | 11 maggio | Salamanca > Cáceres                      | 214  | Delio Rodríguez    | Delio Rodríguez     |
| 3ª     | 12 maggio | Cáceres > Badajoz                        | 132  | Miguel Gual        | Delio Rodríguez     |
| 4ª-A   | 13 maggio | Badajoz > Almendralejo (Cronometro ind.) | 57   | Juan Gimeno        | Delio Rodríguez     |
| 4ª-B   | 13 maggio | Almendralejo > Siviglia                  | 171  | Vicente Miró       | Delio Rodríguez     |
| 5ª     | 15 maggio | Siviglia > Granada                       | 251  | Antonio Montes     | Delio Rodríguez     |
| 6ª     | 16 maggio | Granada > Murcia                         | 285  | Joaquín Olmos      | Delio Rodríguez     |
| 7ª     | 17 maggio | Murcia > Valencia                        | 244  | Delio Rodríguez    | Delio Rodríguez     |
| 8ª     | 19 maggio | Valencia > Tortosa                       | 188  | Delio Rodríguez    | Delio Rodríguez     |
| 9ª     | 20 maggio | Tortosa > Barcellona                     | 288  | Miguel Gual        | Delio Rodríguez     |
| 10ª    | 21 maggio | Barcellona > Saragozza                   | 306  | Miguel Gual        | Delio Rodríguez     |
| 11ª    | 22 maggio | Saragozza > San Sebastián                | 276  | José Gutiérrez     | Delio Rodríguez     |
| 12ª    | 24 maggio | San Sebastián > Bilbao                   | 207  | João Rebelo        | Delio Rodríguez     |
| 13ª    | 25 maggio | Bilbao > Santander                       | 188  | Delio Rodríguez    | Delio Rodríguez     |
| 14ª    | 26 maggio | Santander > Reinosa                      | 110  | João Rebelo        | Delio Rodríguez     |
| 15ª    | 27 maggio | Reinosa > Gijón                          | 200  | Delio Rodríguez    | Delio Rodríguez     |
| 16ª    | 29 maggio | Gijón > León                             | 172  | Julián Berrendero  | Delio Rodríguez     |
| 17ª    | 30 maggio | León > Valladolid                        | 132  | Delio Rodríguez    | Delio Rodríguez     |
| 18ª    | 31 maggio | Valladolid > Madrid                      | 185  | Joaquín Olmos      | Delio Rodríguez     |
| Totale | Totale    | Totale                                   | 3803 |                    |                     |

## Classifiche finali

### Classifica generale
| Pos. | Corridore            | Squadra | Tempo      |
| ---- | -------------------- | ------- | ---------- |
| 1    | Delio Rodríguez      | IND     | 135h43'55" |
| 2    | Julián Berrendero    | IND     | a 30'08"   |
| 3    | Juan Gimeno          | IND     | a 37'18"   |
| 4    | Miguel Gual          | IND     | a 49'53"   |
| 5    | Antonio Martín       | IND     | a 1h09'01" |
| 6    | João Rebelo          | IND     | a 1h09'09" |
| 7    | Diego Cháfer         | IND     | a 1h12'41" |
| 8    | Bernardo Capó        | IND     | a 1h17'20" |
| 9    | Alejandro Fombellida | IND     | a 1h18'18" |
| 10   | Pedro Font           | IND     | a 1h20'21" |

### Classifica scalatori
| Pos. | Corridore         | Squadra | Punti |
| ---- | ----------------- | ------- | ----- |
| 1    | Julián Berrendero | IND     | 45    |
| 2    | João Rebelo       | IND     | 44    |
| 3    | Pedro Font        | IND     | 28    |

### Classifica a punti
| Pos. | Corridore         | Squadra | Punti |
| ---- | ----------------- | ------- | ----- |
| 1    | Delio Rodríguez   | IND     | 2347  |
| 2    | João Rebelo       | IND     | 2021  |
| 3    | Julián Berrendero | IND     | 1967  |